# Parafia Najświętszej Maryi Panny Krzyża Południa w Augustine Heights
Parafia Najświętszej Maryi Panny Krzyża Południa w Augustine Heights – parafia rzymskokatolicka, należąca do archidiecezji Brisbane.
Przy parafii w Augustine Heights funkcjonuje college św. Augustyna.